# Лыжные гонки на зимних Азиатских играх 2017
Лыжные гонки на зимних Азиатских играх 2017 — соревнования по лыжным гонкам, которые прошли в рамках зимних Азиатских игр 2017 года.
Все соревнования прошли в Саппоро, Япония, с 20 по 26 февраля 2017 года на открытом стадионе «Ширахатаяма».
Всего было разыграно 10 комплектов медалей, по 5 у мужчин и женщин.

## Медалисты

### Мужчины
| Дисциплина                         | Золото                                                           | Серебро                                                                | Бронза                                                         |
| ---------------------------------- | ---------------------------------------------------------------- | ---------------------------------------------------------------------- | -------------------------------------------------------------- |
| 10 км — классический стиль         | Акира Лентинг Япония                                             | Ким Магнус Республика Корея                                            | Кохей Симизу Япония                                            |
| 15 км — свободный стиль            | Ринат Мухин Казахстан                                            | Наото Баба Япония                                                      | Акира Лентинг Япония                                           |
| 30 км масс-старт — свободный стиль | Акира Лентинг Япония                                             | Сергей Черепанов Казахстан                                             | Николай Чеботько Казахстан                                     |
| 4×7,5 км эстафета                  | Япония Касивабара Нобухито Кохей Симизу Наото Баба Акира Лентинг | Казахстан Сергей Черепанов Ердос Ахмадиев Николай Чеботько Ринат Мухин | Республика Корея Хван Джун Хо Пак Сон Бом Ким Мин У Ким Магнус |
| Спринт                             | Ким Магнус Республика Корея                                      | Сунь Цинхай Китай                                                      | Касивабара Нобухито Япония                                     |

### Женщины
| Дисциплина                         | Золото                                                         | Серебро                                          | Бронза                                                  |
| ---------------------------------- | -------------------------------------------------------------- | ------------------------------------------------ | ------------------------------------------------------- |
| 5 км — классический стиль          | Юки Кобаяси Япония                                             | Елена Коломина Казахстан                         | Ли Хунсюэ Китай                                         |
| 10 км — свободный стиль            | Юки Кобаяси Япония                                             | Ли Чхэ Вон Республика Корея                      | Елена Коломина Казахстан                                |
| 15 км масс-старт — свободный стиль | Юки Кобаяси Япония                                             | Ли Чхэ Вон Республика Корея                      | Ли Хунсюэ Китай                                         |
| 4×5 км эстафета                    | Япония Хикари Миядзаки Кодзуэ Такизава Юки Кобаяси Чиса Обаяси | Китай Мань Даньдань Ли Синь Чи Чуньсюэ Ли Хунсюэ | Республика Корея Же Сан-ми Хан Дасом Ю Хе Ри Ли Чхэ Вон |
| Спринт                             | Мань Даньдань Китай                                            | Елена Коломина Казахстан                         | Ю Хе Ри Республика Корея                                |

## Медальный зачёт
| Место | Страна           | Золото | Серебро | Бронза | Всего |
| ----- | ---------------- | ------ | ------- | ------ | ----- |
| 1     | Япония           | 7      | 1       | 3      | 11    |
| 2     | Казахстан        | 1      | 4       | 2      | 7     |
| 2     | Республика Корея | 1      | 3       | 3      | 7     |
| 4     | Китай            | 1      | 2       | 2      | 5     |
| Всего | Всего            | 10     | 10      | 10     | 30    |